# 大韓帝國
大韩帝国（：／ Daehan Jeguk ?，1897年10月12日－1910年8月29日）是朝鲜王朝末期君王高宗所建立的二元制君主立宪制国家。国土与原王朝相同（北方以鸭绿江和图们江与中国为界），国都同為漢城（今首爾）。其廣義上是朝鲜王朝历史部分，只是國號由「朝鮮國」改為「大韩帝国」，得名於古時三韓。
1897年，俄馆播迁的高宗返回德壽宮称帝。大韩帝国历经兩代十四年，至1910年8月遭日本併吞而亡而進入朝鮮日治時期，事後李完用為首的帝國大臣及皇室成員被貼上「韓奸」標籤。由於二戰結束、日本投降後朝鮮半島分裂，大韓帝國也是迄今为止最後實際統治整個半島的朝鲜政权。

## 國名
据《朝鮮王朝實錄高宗實錄36卷》载，高宗将國名稱作「大韓」是為紀念朝鲜王朝統一三韩而取的名字。高宗認為朝鮮為“三韓之地”，且由於歷代統一朝鮮半島的王朝均未使用含有“韓”字的名稱作為國名，因此將「韓」作為國名在傳統上並不為人所知。且將國名「韓」前面加上形容词「大」，象徵新政權的國家地位將成為超越原先朝鲜王朝的大帝國。

## 背景

### 甲午战争与乙未事变
1894年，大日本帝国在甲午战争击败清朝之后，通过《马关条约》获得辽东半岛并终止清朝与朝鲜册封关系。日本在东北亚势力扩张使日本与俄罗斯帝国矛盾激化。俄羅斯联合法国、德国迫使日本将辽东半岛归还中国。:192:176
朝鮮高宗和其妻閔妃在意识到东亚势力格局变化之后，联合俄羅斯帝國对付日本。1895年7月6日，闵妃在美国顾问李仙得建议下推翻朴泳孝亲日内阁，并且组建以李范晋、李完用、尹致昊为骨干的亲俄内阁。日本意识到閔妃对其在朝利益威胁后，迅速将日本驻朝公使井上馨换成军事背景的三浦梧楼。10月8日，一群日本人强行闯入景福宫将閔妃杀害焚尸，史称“乙未事变”。:192-193:176-177

### 抗日义兵与俄馆播迁
闵妃遇害之后，三浦梧楼与大院君逼迫高宗改组内阁，亲日派金弘集再次掌权:177。同年11月，金弘集颁布“断发令”等改革法令。1895年末，以乙未事变和断发令为导火索，朝鲜爆发大规模抗日义兵运动:197。这次义兵运动主要是由有着“尊王攘夷”、“恢复国权”思想的朝鲜儒生领导的农民举义。义兵部队曾攻克忠州、晋州等重镇，威胁大邱、元山、釜山乃至首都汉城等城市:441-445。

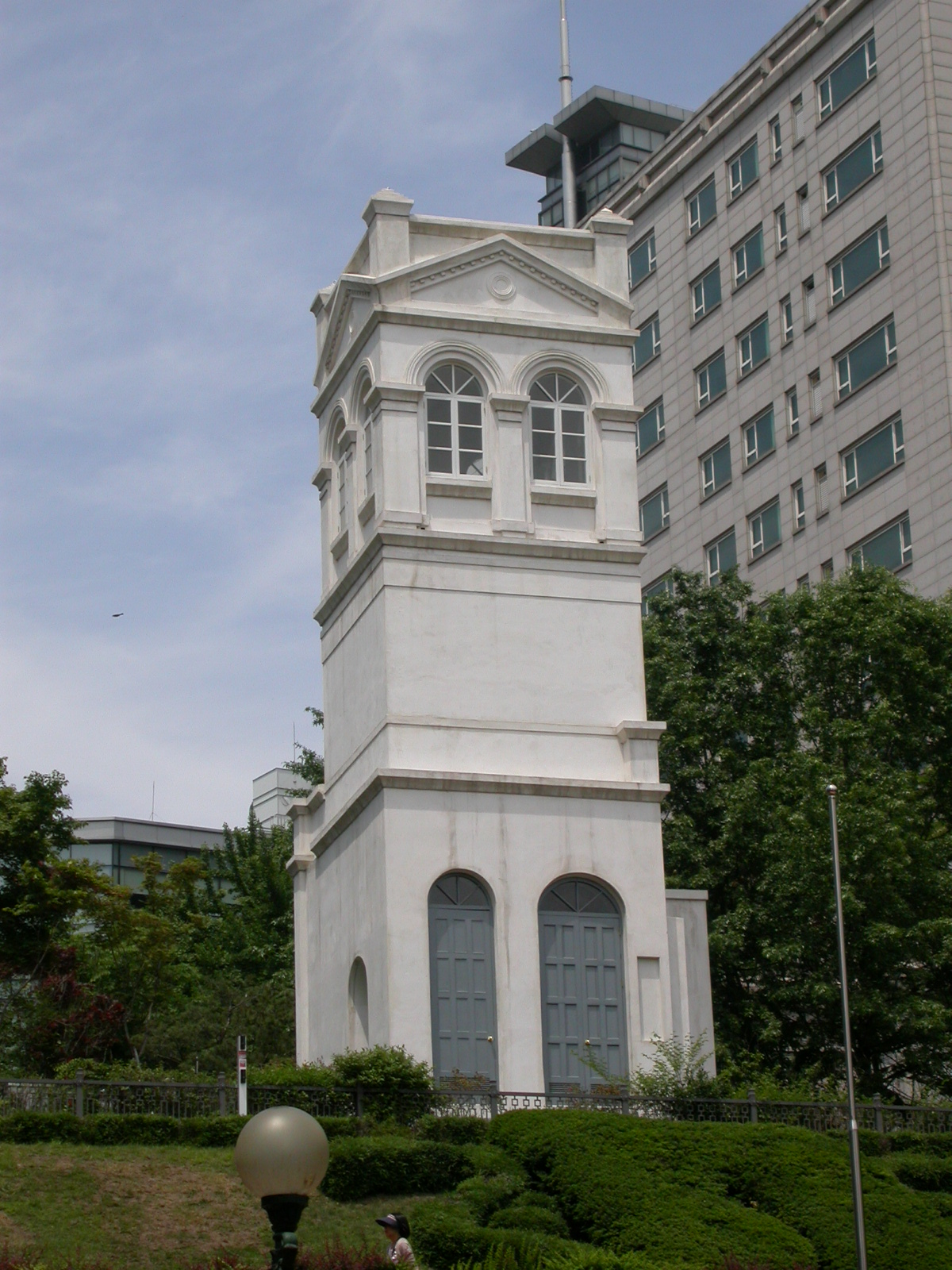
首尔的俄罗斯公使馆旧址

1896年1月9日，俄驻朝鲜公使韦贝卸任之后，通过李範晉密告高宗说大院君和亲日派要联合日本人废立国王，期望高宗能“移驾”俄国公使馆。2月10日，俄国公使以加强“公使馆防御”为由，从停靠在仁川港的俄军舰增调120名水兵和一门大炮到汉城。次日，高宗与世子纯宗深夜秘密逃往俄國駐朝鮮公使館，史称“俄馆播迁”。:200:177
高宗到达俄国公使馆后旋即发表声明：“诸叛逆横行霸道，身负万罪，人人皆知，最近所颁命令，全非出于朕意。”并下令解散亲日内阁，逮捕亲日大臣。此后，总理大臣金弘集和农商工大臣郑秉夏在被押送警务厅路上被朝鲜民众和巡检打死。度支大臣鱼允中在逃往家乡路上被义兵处死。内部大臣俞吉浚、法部大臣张博、前军部大臣赵义渊逃亡日本:200:177。日本人扶植亲日内阁一夜之间顷刻颠覆。日本驻朝公使小村手太郎不禁哀叹：“天子为敌所夺，万事休矣！”
亲俄派此后建立以尹容善为总理大臣的亲俄内阁。新内阁调回镇压义兵的官兵，并免征贡税，宣布民众对断发令可“从便为之”:200

## 帝国成立

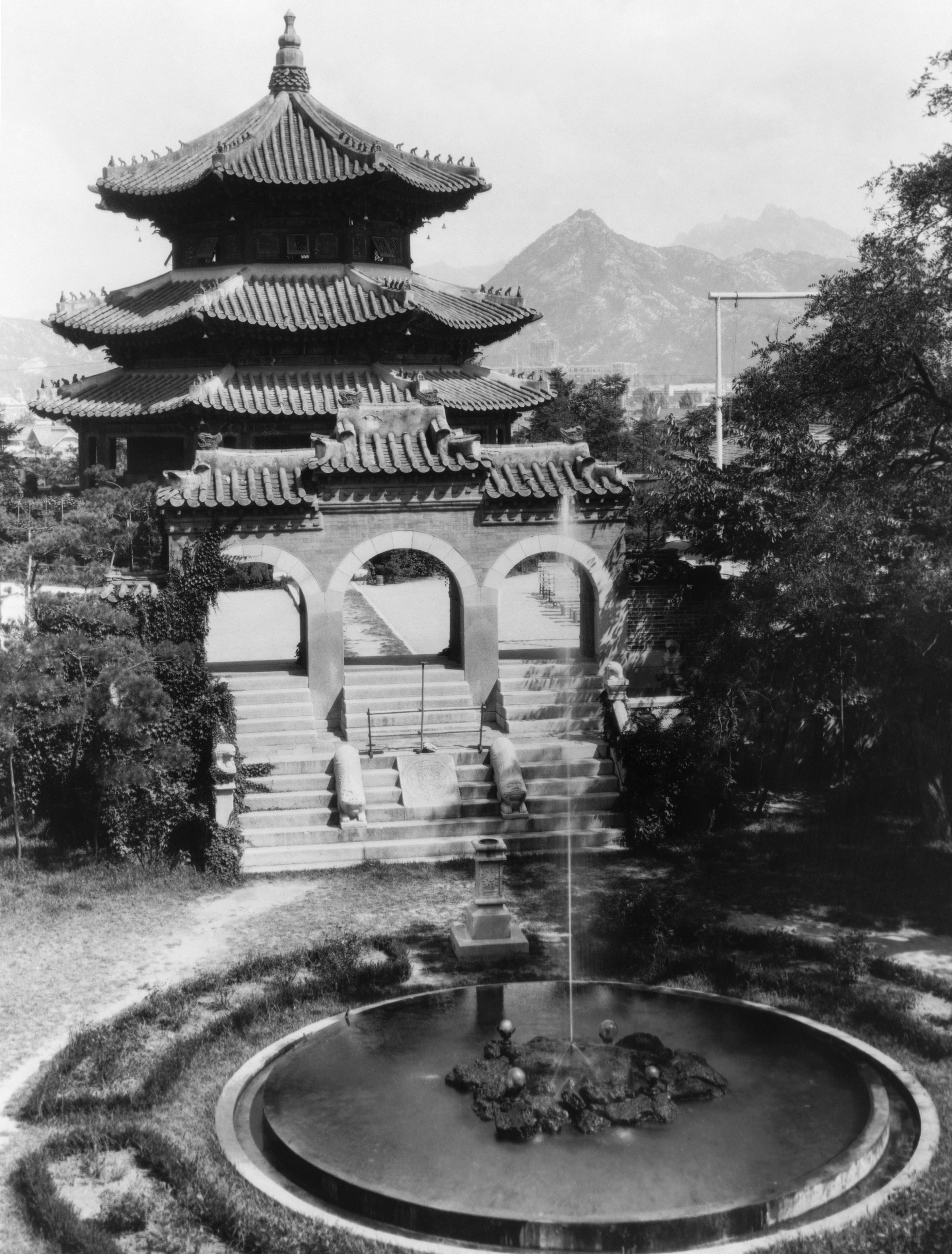
高宗祭天登基之处韩国天坛圜丘坛

俄馆播迁后，俄羅斯帝國在朝鲜半岛的势力得到进一步的提高，而日本则在失去辽东之后，再次遭到重挫。俄日两国的对峙为朝鲜实现进一步的独立提供了良好时机。1896年，朝鲜开始使用“建阳”年号纪年:178-179。1897年，高宗由于独立协会在朝鲜国内外的政治压力，从俄国驻朝鲜公使馆回到德壽宮。为进一步实现独立，朝鲜群臣纷纷上奏高宗建立与中国和日本一样的帝制。在群臣多次建议下，高宗最终接受了文武众臣的建议:180。
1897年10月12日凌晨2时，高宗在圜丘坛祭天并登基称帝。他登上金黄色座椅，接过了新制的“大韩国玺”，穿上十二章衮冕称帝，改年号为“光武”。次日，高宗返回庆运宫，于正午12时在太极殿举行百官朝贺仪式，改王世子为皇太子，追封闵妃为明成皇后。晚上，“长安（汉城）各家遍挂灯笼，亮如白昼，家家户户高挂太极国旗，以彰显人民爱国之心”。日本公使加藤增雄、美国公使安连、俄国公使士贝耶、以及法国、英国和德国等使节祝贺:180。称帝程序、规格依据《大明会典》卷四十五所录之《高皇帝登极仪》。大韩帝国诞生过程编为《大礼仪轨》一书。
1897年10月14日，朝鲜宣布改国号“大韩帝国”，大赦天下。11月20日，由独立协会建造朝鲜独立象征建筑独立门正式完工。:180

## 改革与变革

### 大韩国国制
1899年制定的憲法，《大韩国国制》賦予大韓帝國皇帝擁有至高的地位和無上的權力，因此大韓帝國名義上實行君主立憲制，但實際上仍然是君主專制的國家。

### 光武改革

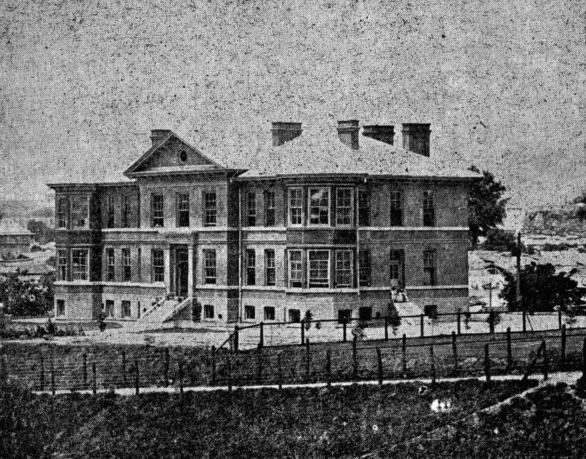
1904年竣工的世福兰斯医院

在参观过其它现代化国家之后，大韩官员和文人迫切感到进行彻底改革的必要性。大韩帝国的进步人士续甲午改革后，开展光武改革。改革期间，与大韩帝国皇室关系紧密的美国传教士也起到推广西方文明作用。在大韩皇室资助与支持下，美国传教士在朝建立起西式医院，推广西医，并设女子学校，使原被禁止接受教育的朝鲜女孩接受西方教育。
改革期间，西方官服得以引进。大韩帝国皇帝穿着普式风格皇室服装，外交人员则是穿着西服。1900年，朝鲜官员都已穿着西式服装。几年后，朝鲜军警隨之穿着西方制服。不过原本服饰并未废除。

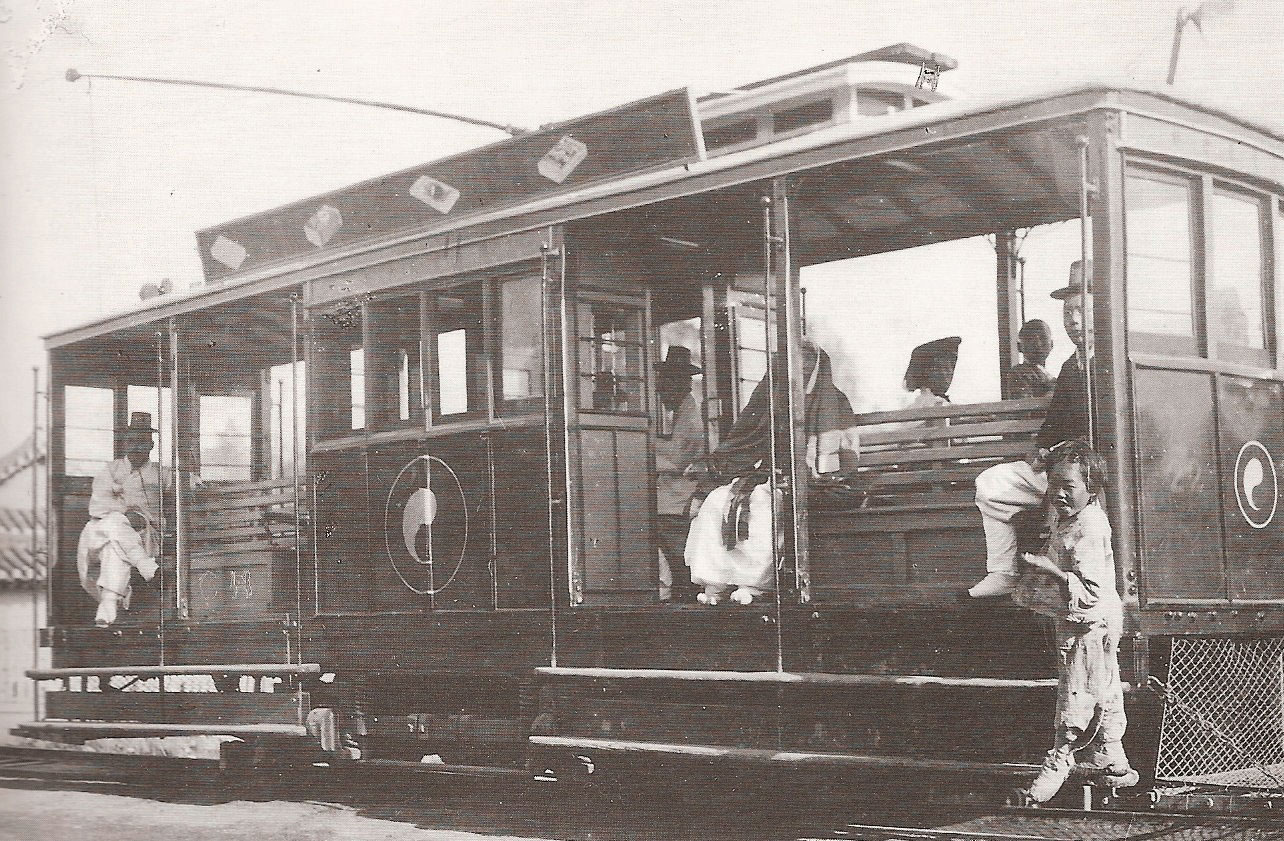
1903年首尔有轨电车

1897年，光武政府开展土地丈量工程以改革朝鲜土地所有权制度。为使用西方的方法，光武政府雇用美国丈量人员。政府根据此次丈量结果分发相关土地所有权，并以此进行征税，与此同时还开展金融体制改革。不过土地丈量工程丈量了朝鲜半岛2/3土地后在1904年至05年因日俄战争而中断。
在城市，光武政府进行基础建设。1898年，高宗批准建立与美国商人合资的漢城电力公司，以建设供电和有轨电车系统。当时漢城矿泉水公司也有美国商人参与。1902年，在电话进入朝鲜半岛第六年，第一条长途电话线正式架起。
光武政府还开展鼓励工业化措施，支持建立科技学校。随着传统纺织工业现代化，工业技术革新开始在朝鲜半岛出现。1908年，大韩帝国颁布了朝鲜半岛最早的《专利法》、《外观设计法》和《商标法》:179。

### 爱国启蒙运动
1896年4月7日，朝鲜知识分子徐载弼为传播西方民主思想，宣扬民族独立创办朝鲜历史上首份韩文民营报纸《独立新闻》，同年7月2日又成立独立协会。1898年12月，独立协会因遭诬陷而被高宗取缔:214-215。1906年，李儁成立宣扬立宪民主的研究会，后被日本统监府解散。此后，张志渊等人组建大韩自强会，并创办《大韩自强月报》。1907年8月大韩自强会遭取缔后，张志渊等人又组建大韩协会。至1909年2月，大韩协会分部已超过60个，会员有数万人。这时期成立相关政治团体还有1907年4月梁起铎等人组建的新民会等:182。
这时期文化启蒙学术团体有朴殷植等人成立西友学会（1906年10月）和李东辉等人成立汉北学会（1906年11月）。1908年1月，这两个学会合并组建西北学会。此后，湖南、关东学会等学术团体相继成立。这些学术团体通过创办学校向民众教授朝鲜历史和地理，培养民众救国思想。此外，朝鲜知识分子还开展提倡使用韩文的国文运动。《国文整理》、《大韩文典》、《国语文法》等韩语著作先后问世。:183

## 灭亡

### 日俄战争与乙巳条约
日俄战争爆发后，日军开进汉城，控制韩国政府，1904年2月23日强迫签订《日韩议定书》，协助日本作战。8月22日，日本公使林权助再次强迫签署《日韩新协约》（第一次日韩协约），规定韩国雇用日本财政和外交顾问、与外国缔结条约前要与日本协商等。1905年俄國革命后，沙俄统治危在旦夕。同年7月，日美签订桂太郎-塔夫脱密约。日本以承认菲律宾为美国势力范围为交换获得美国对日承认在韩特权。8月，日本通过二次英日同盟签订又获英国对日承认在韩特权。9月5日，沙俄只得与日签订《朴次茅斯和约》，承认在韩特权。:190
1905年秋，高宗派出3名外交密使到美国国务院声讨说法，寻求保护国家主权。不过，当时罗斯福政府早被告知。韓國使团因此碰壁。1905年10月27日，日本通过《关于确立韩国保护权阁议决定》。伊藤博文劝高宗接受条款，但遭高宗拒绝。此后，伊藤博文又试图引诱韩国大臣但也都被回绝。11月17日，伊藤博文调数万日军进驻汉城，全城戒严，大韩皇宫也被日军包围劫持。在武力威胁下，伊藤博文迫使乙巳五賊签订《乙巳条约》:191。根据协约，韩国成为日本保护国。消息传出之后，韩国各层人民一致要求“废除保护协约”、“驱逐倭寇、诛灭五贼”。《皇城新闻》把签约真相公布于世。称保护协约公布日子为韩国的全民哀悼之日。主笔张志渊撰写题为“是日也，放声哭”的社论。一周之后，美国撤出其駐韓大使。

### 外交努力

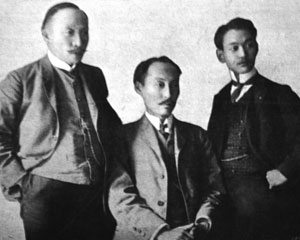
高宗派往海牙和平会议3名特使

1905年12月14日，高宗委托在韩政府任职美国人赫伯特告知美总统《乙巳条约》是日本强迫签订，他并未盖章捺印是无效条约。1906年2月1日，高宗在《大韩每日申报》发表公开信声称他从未同意签署《乙巳条约》，希望国际社会帮助韩国恢复独立。1906年1月，《伦敦论坛日报》也做类似报道。:192-193
1907年6月，荷兰海牙召开第二届国际和平会议。高宗委派前参赞李相卨、前平理院检事李儁为特使参加。两人与前任驻俄公使书记李玮锺持高宗委任状和亲笔書信前赴海牙，指控日本侵略，呼吁国际声援。不过由于日本阻挠，3名韩国特使并未获得大会发言权利。7月8日，在海牙和会召开期间，李儁悲愤殉国。:192-193
海牙密使事件使日本在国际社会大失顏面。日本以高宗派特使到海牙和平会议违反乙巳条约为由逼其让位给纯宗。高宗起初拒绝退位，但日本人將6门大炮瞄准皇宫之后，大势已去的高宗于7月20日被迫退位。此后，日本与丁未七贼签订《第三次日韩协约》。因此大韩帝国名存实亡。

### 反日义兵运动再起
日本强迫韩国签订不平等《乙巳条约》后，韩国反日义兵运动再起。1906年3月，参判闵宗植率领500名义兵起义，占领忠清道洪洲城，朝鲜半岛各地都有响应:441-445:1099。同年6月，曾任赞议、户曹参判等高官的儒生崔益铉率众于全罗北道淳昌起义。 影响较大的义兵起义还有庆尚道宁海地区平民申乭石的义兵、庆北东大山举义（郑镛基）等。1906年下半年至1907年下半年，江原、京畿、忠清、全罗、庆尚等道的义兵队伍得到进一步壮大，甚至扩至汉城附近，沿海的永宗岛也点燃反抗烽火。在朝鲜半岛北部的黄海道、平安南道、咸镜南道义兵运动迅速扩展。各地义兵袭击日本宪兵驻地，杀死日军和亲日分子。与此同时，朝鲜各地的农民和工人也纷纷暴动或罢工与义兵互相声援、呼应:441-445。
1907年7月19日，日本逼迫高宗退位后，韩国各地商人罢市，学生罢课，群众集会示威，最后发展成为暴动。8月1日，日本人强行解散韩国军队。京城侍卫第一团第一营营长朴星焕悲愤自杀，之后该营和第二营全体士兵发动武装暴动，击毙日军大尉梶原为首的数十名日兵。汉城军人的暴动，在朝鲜各地引发连锁反应。原州、洪州、江华等地官军也纷纷起义:441-445。12月，反日义兵形成以李麟荣为首的全国性武装力量，并对汉城发起了进攻，但遭到日军阻击而受重创:441-445:1099。1908－1910年，义兵运动在朝鲜半岛达到高潮，义兵捣毁日军设施，清除亲日派，使许多地区的日本殖民统治机构陷于瘫痪:1099。根据日本官方的统计，1907－1911年间，朝鲜半岛参加义兵作战的人数达143,600余人，作战2,900多次:521-522。

### 日韩合并
1909年10月26日，反日义兵参谋中将安重根在哈尔滨火车站将伊藤博文击毙。同年12月22日，内阁总理大臣李完用被刺成重伤。不过这些并没有停止大韩帝国的灭亡。1910年8月22日，日本与内閣總理大臣李完用签订《日韩合并条约》，朝鲜半岛被日本吞并。

## 歷任君主列表

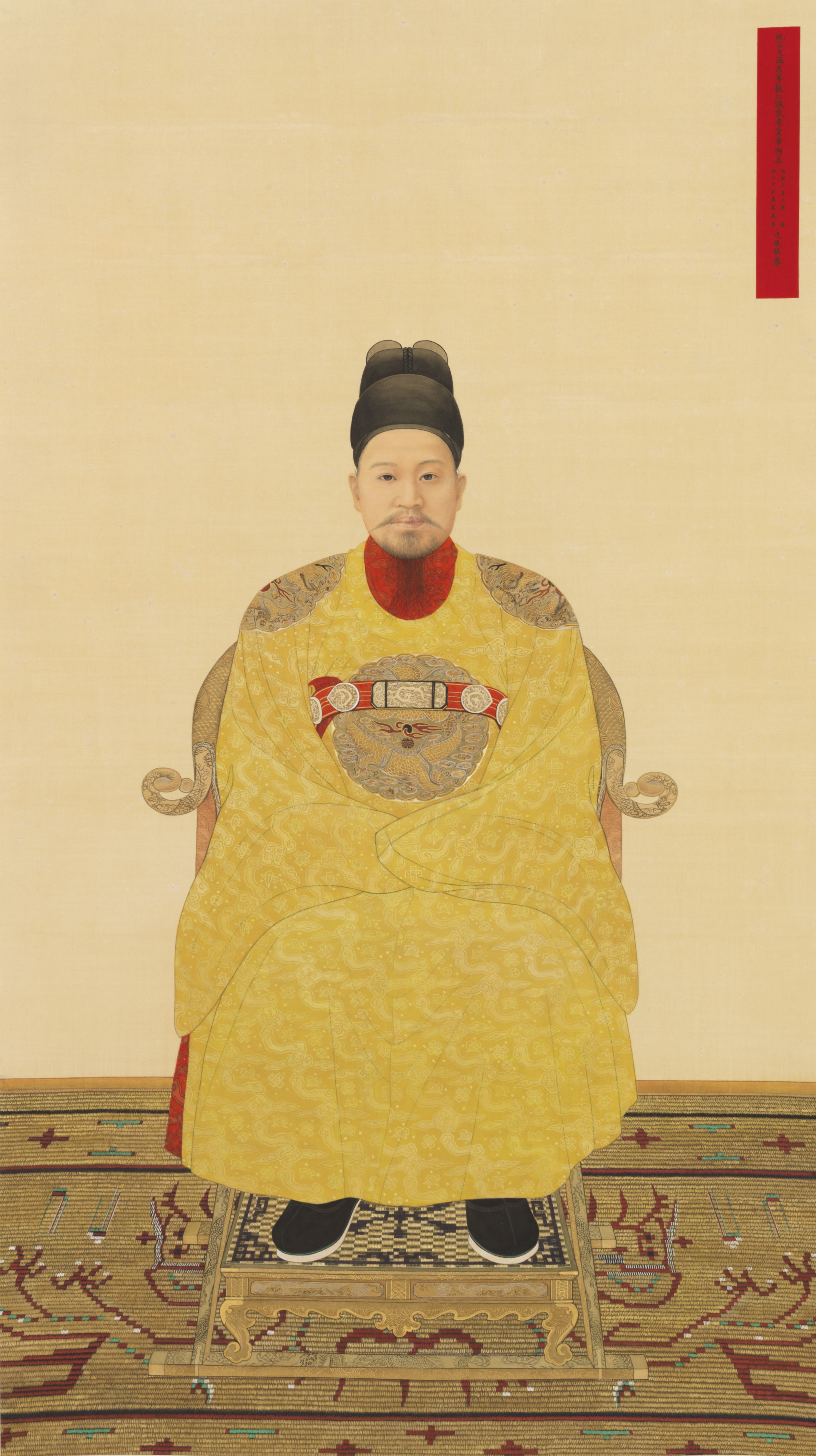
隆熙帝御真

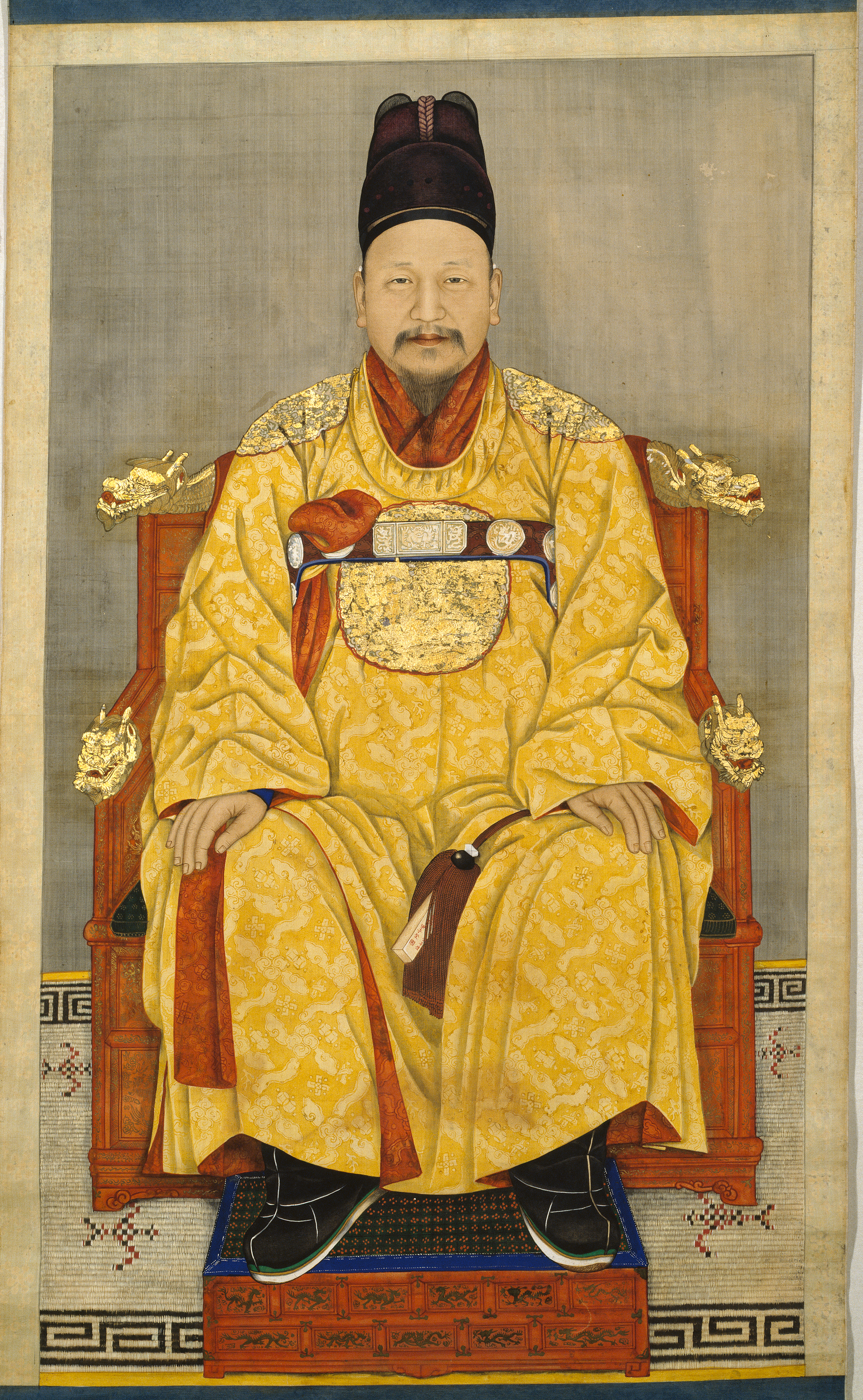
光武帝御真

## 年表
- 1897年
  - 8月，高宗改元光武

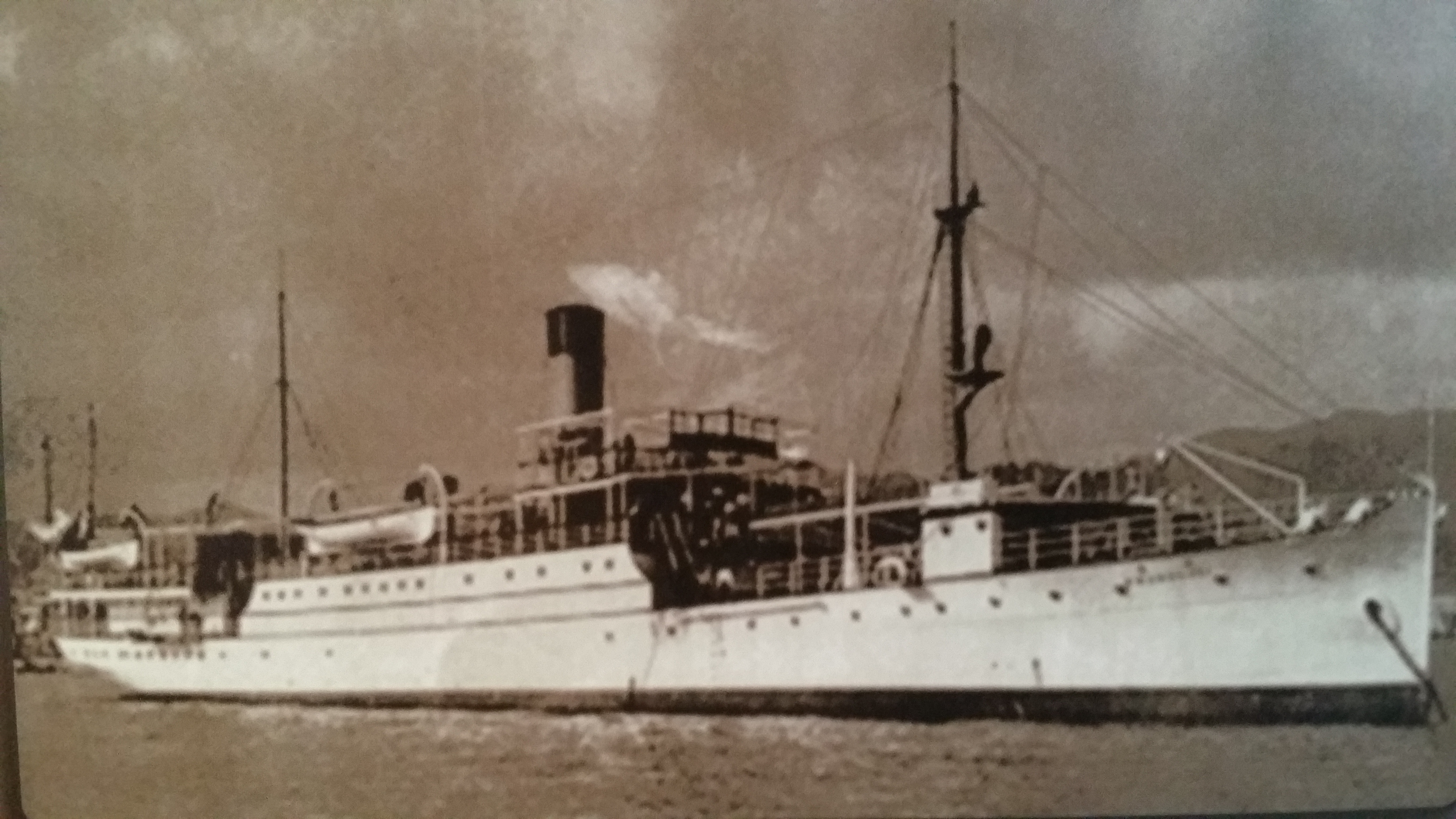
大韩帝国海军廣濟號

  - 10月，高宗称帝登极，改国名朝鮮为大韩帝国。
- 1898年
  - 2月 大院君逝世
  - 9月 暗殺高宗未遂
  - 12月 独立協会领导之一李承晚遭捕
- 1899年
  - 6月 大韓国国制制定（8月发布）
  - 11月 韓清通商条約（韓清修好条規）締結。
- 1900年
  - 軍人勅諭制定。
- 1904年
  - 李承晩被释放
  - 2月 《日韓議定書》订立。
  - 8月 《第一次日韩协约》。
- 1905年
  - 11月18日 - 《第二次日韩协约》（《乙巳條約》）
- 1906年
  - 日本设置韓國统监府。
- 1907年 -
  - 6月 海牙密使事件
  - 7月 高宗退位，純宗即位
  - 同月 《第三次日韩协约》。大韩帝国军队解散
- 1909年
  - 安重根暗杀伊藤博文
- 1910年
  - 8月22日 - 《日韓合併條約》，日本吞并
  - 8月29日 - 開設朝鮮總督府。